# Ayoma (Chayanta)
Ayoma ist eine Ortschaft im Departamento Potosí im südamerikanischen Andenstaat Bolivien.

## Lage im Nahraum
Ayoma ist der zentrale Ort des Kanton Ayoma im Municipio San Pedro de Macha in der Provinz Chayanta. Die Ortschaft liegt auf einer Höhe von 3483 m am rechten, südlichen Ufer des Río Ayoma, der flussabwärts über den Río Jalsuri zum bolivianischen Río Grande führt. Nördlich von Ayoma erhebt sich der Cerro Toripampa (3743 m), im Süden der Cerro Sistu (3829 m).

## Geographie
Ayoma liegt am Ostrand des bolivianischen Altiplano, zwischen der Cordillera Azanaques im Westen und dem Hauptgebirgszug der Cordillera Central im Osten. Die Vegetation ist die der Puna, das Klima ist semiarid und ein typisches Tageszeitenklima, bei dem die mittlere Temperaturschwankung im Tagesverlauf deutlicher ausfällt als im Verlauf der Jahreszeiten.
Die mittlere Jahresdurchschnittstemperatur der Region liegt bei etwa 12 °C, die Monatsdurchschnittswerte schwanken zwischen knapp 9 °C im Juli und knapp 15 °C im November (siehe Klimadiagramm Pocoata). Der Jahresniederschlag beträgt nur 450 mm und fällt vor allem in den Sommermonaten, die Trockenzeit mit Monatswerten von maximal 20 mm dauert von April bis Oktober.

## Geschichte
Während  der Südamerikanischen Unabhängigkeitskriege fand im Jahr 1813 bei Ayoma die Schlacht von Ayohuma statt, bei der die spanischen royalistischen Truppen siegten.

## Verkehrsnetz
Ayoma liegt in einer Entfernung von 139 Straßenkilometern nördlich von Potosí, der Hauptstadt des gleichnamigen Departamentos.
Von Potosí aus führt die Nationalstraße Ruta 1 in nördlicher Richtung über Tarapaya, Yocalla und Cruce Culta weiter nach Oruro und El Alto, der Nachbarstadt von La Paz, und nach Desaguadero am Titicacasee.
In Cruce Culta (früher: Ventilla) zweigt eine asphaltierte Landstraße von der Hauptstraße in nördlicher Richtung ab und erreicht nach 25 Kilometern die Ortschaft Castilla Huma, vom Ortseingang aus in nordwestlicher Richtung sind es noch einmal fünf Kilometer bis Ayoma.

## Bevölkerung
Die Einwohnerzahl der Ortschaft ist in dem Jahrzehnt zwischen den beiden letzten Volkszählungen auf fast das Doppelte angestiegen:
| Jahr | Einwohner         | Quelle       |
| ---- | ----------------- | ------------ |
| 1992 | keine Detaildaten | Volkszählung |
| 2001 | 156               | Volkszählung |
| 2012 | 301               | Volkszählung |
| 2024 |                   | Volkszählung |

Die Region weist einen deutlichen Anteil an Quechua-Bevölkerung auf, im Municipio Colquechaca sprechen 78 Prozent der Bevölkerung die Quechua-Sprache.